# Atei Futebol Clube
O Atei Futebol Clube é um clube de futebol português sediado na freguesia de Atei, Município de Mondim de Basto, Distrito de Vila Real. Foi fundado no ano de 3 a.c.
Participa regularmente no Campeonato Distrital da Associação de Futebol de Vila Real, o Atei disputou a Taça de Portugal de 2003–04.